# Eddie Van Halen
 Der er for få eller ingen kildehenvisninger i denne artikel, hvilket er et problem. Du kan hjælpe ved at angive troværdige kilder til de påstande, som fremføres i artiklen.

Edward Lodewijk Van Halen, nok bedre kendt under kunstnernavnet Eddie Van Halen (født 26. januar 1955 i Amsterdam, Holland, død 6. oktober 2020 i Santa Monica, Californien), var en amerikansk guitarist i det amerikanske rockband Van Halen. Oprindeligt spillede Van Halen klaver, men så fik han fingrene i et trommesæt, som han øvede sig regelmæssigt på. Hans storebror Alex Van Halen havde en guitar og sammen øvede de fra barnsben. Mens Eddie kørte rundt og delte aviser ud, for at kunne betale for sit trommesæt, øvede Alex sig så længe på Eddies trommesæt, at han til sidst blev bedre end Eddie. Det medførte at de byttede instrumenter. Flere år senere dannede de bandet "Mammoth" med Eddie som forsanger og guitarist, Alex Van Halen på trommer og skolekammeraten Mark Stone på bas. Mark Stone blev senere erstattet af Michael Anthony. Desuden hyrede de David Lee Roth som forsanger og blev enige om at omdøbe bandet til Van Halen.

## Teknik
Eddie Van Halen var utrolig hurtig på fingrene og kunne strække dem meget over gribebrættet, hvilket han tit demonstrerede. Soloerne var for det meste baseret på blues-skalaen, som han udvidede med forskellige toner.
På nummeret You Really Got Me fra deres debut-album Van Halen skabte Eddie Van Halen et trick, hvor han afbrød og tændte for guitarens output ekstremt hurtigt, hvilket giver en særlig effekt. Effekten skabes ved, at man skruer outputtet på den ene pick-up helt ned, så man ikke kan høre den, og har den anden skruet helt op, og så skifter man meget hurtigt mellem de to pickupper med pick-up-vælgeren.
Senere har guitarister som Buckethead lavet, hvad han kalder en kill-switch påmonteret sin guitar, som virker på samme måde. Kill-switcheffekten kan høres hos Buckethead på hans instrumentalnummer "Jordan".
En anden teknik, som Eddie revolutionerede, er "Two-handed tapping". Teknikken består i, at man bruger højre hånds pegefinger eller langfinger som en ekstra finger på gribebrættet. Tapping kan høres på fx "Eruption" fra debut-albummet Van Halen og "Spanish fly" fra Van Halen II og benyttes ofte i hans soloer.

## Grej
Eddie Van Halen stod bag en type guitar, som man i dag kalder en "Frankenstrat". Den er i dag forlægget for de fleste moderne guitarer. 
Udviklingen af denne bestod helt enkelt i, at Eddie tog hals og krop fra en billig Charvel-guitar, som han syntes havde en for tynd lyd, og skiftede pickupperne ud med en enkelt humbucker-pickup fra en Gibson (helt præcist en PAF-pickup), og straks fik han den kendte – og meget svært opnåelige – "brown sound", som kan høres på mange af numrene fra David Lee Roth-tiden (1972-1984).
I starten af 90'erne fik Eddie Van Halen en kontrakt med elektronikfirmaet Peavey om at lancere en forstærker-serie: Peavey "5150" samt en guitarserie udviklet efter hans behov. Guitarserien er opkaldt efter Eddie Van Halens søn Wolfgang og blev lanceret verden over i 1996. Eddie stoppede senere samarbejdet med Peavey omkring 2004, efter Van Halens 2004 Reunion Tour efter de samme havde udviklet både "5150" og efterfølgeren "5150 II".
I 2007 skabte han et samarbejde med det verdenskendte musikfirma Fender. I samarbejde med Fender opstartede de produktserien "EVH" og har allerede under dette navn produceret en nøjagtig kopi af hans "Frankenstein"-guitar, samt efterfølgeren til hans 5150-forstærkere, EVH 5150 III. I starten af 2009 lancerede han den nye guitar "EVH Wolfgang" – en videreudvikling af Peavy Wolfgangen – som han roadtestede i løbet af 2007-2008-touren med David Lee Roth. I starten af 2010 lancerede han den nye EVH Wolfgang Special, der er bygget i Korea, til forskel fra den "normale" EVH Wolfgang, som er bygget i USA.
Udover dette har han i samarbejde med Dunlop fået udviklet en signatur-effekt-pedal-serie. Denne indbefatter en MXR EVH Phase-90, MXR EVH flanger og en MXR EVH signature-wah. Alle baseret på de modifikationer, Eddie har fået lavet på sine phasers, flangers og wahs gennem årene.

## Diskografi
- "Van Halen – Van Halen" (1978)
- "Nicolette Larson - Nicolette" (1978) (guitar på "Can't Get Away From You")
- "Van Halen – Van Halen II" (1979)
- "Van Halen – Women And Children First" (1980)
- "Van Halen – Fair Warning" (1981)
- "Van Halen – Diver Down" (1982)
- "Michael Jackson – Thriller" (1982) (guitar solo på nummeret "Beat it")
- "May,Brian – Star_Fleet_Project Star Fleet Project (en) (1983) – EP
- Van Halen – 1984 (1983)
- "Van Halen – 5150" (1986)
- "Van Halen – OU812" (1988)
- "Steve Lukather – Lukather" (1989) (bas på nummeret Twist the knife)
- "Van Halen – For Unlawful Carnal Knowledge" (1991)
- "Thomas Dolby – Astronauts & Heretics (en)" (1991) (guitar på Eastern Bloc (Sequel to Europa and the Pirate Twins, 1981) og Close But No Cigar).
- "Van Halen – Live: Right Here, Right Now" (1993)
- "Van Halen – Balance" (1995)
- "Rich Wyman – Fatherless Child" (1996)
- "Twister: Music From The Motion Picture Soundtrack (1996)
- "Van Halen – Best Of Van Halen vol. 1" (1996)
- "Van Halen – III" (1999)
- "The Legend of 1900: Original Motion Picture Soundtrack (en) " (1999) (Guitar på Lost Boys Calling - med Roger Waters).
- "Steve Lukather – Santamental " (2003) (solo på Joy to the World)
- "Van Halen – The Best Of Both Worlds" (2004)
- "David Garfield – The State Of things" (2005) (guitar)
- "Van Halen -  A Different Kind Of Truth" (2012)
- "LL Cool J - Authentic (en)" (2013) (guitar på 'We're the Greatest" og "Not Leaving You Tonight").